# Jay Leno's Garage
Jay Leno's Garage es una serie de televisión y web estadounidense sobre vehículos de motor, principalmente automóviles y motos protagonizada por Jay Leno, el expresentador de The Tonight Show. Originalmente era una serie web para NBC, un especial transmitido por CNBC en agosto de 2014 y el programa se convirtió en una serie semanal de horario central en el canal en 2015.
La segunda temporada del espectáculo se estrenó el 15 de junio de 2016. El 17 de enero de 2017 se renovó Jay Leno's Garage para una tercera temporada. La tercera temporada se estrenó el 28 de junio de 2017. Un total de 16 episodios se emitieron durante la tercera temporada. El 9 de enero de 2018 se renovó Jay Leno's Garage para una cuarta temporada que saldrá al aire en la primavera de 2018.
Leno hace revisiones de automóviles y motocicletas en autos clásicos, súper autos como el McLaren P1, autos restaurados, autos antiguos y deportivos. Big Dog Garage de Jay Leno se encuentra en Burbank, California, cerca del aeropuerto de Hollywood Burbank. En 2016, el programa ganó un Premio Primetime Emmy por "Mejor clase especial - Programa de no ficción de formato corto".

## Episodios

### Temporada 1 (2015)
| Nº (serie) | Nº (temp.) | Título del episodio                               | Fecha de estreno en Estados Unidos |
| ---------- | ---------- | ------------------------------------------------- | ---------------------------------- |
| 1          | 1          | ««American Muscle»» ««Músculo americano»»         | 7 de octubre de 2015               |
| 2          | 2          | ««California Cruisin'»» ««Cruisin de California»» | 14 de octubre de 2015              |
| 3          | 3          | ««The Driving Force»» ««La fuerza impulsora»»     | 21 de octubre de 2015              |
| 4          | 4          | ««Off the Beaten Path»» ««Fuera de lo común»»     | 4 de noviembre de 2015             |
| 5          | 5          | ««Beasts of Burden»» ««Bestias de carga»»         | 11 de noviembre de 2015            |
| 6          | 6          | ««Competitive Nature»» ««Naturaleza Competitiva»» | 18 de octubre de 2015              |
| 7          | 7          | ««Design of the Times»» ««Diseño de los tiempos»» | 25 de octubre de 2015              |
| 8          | 8          | ««The Cars of Tomorrow»» ««Los autos del mañana»» | 2 de diciembre de 2015             |